# 雅致艾
雅致艾（学名：Artemisia indica var. elegantissima）为菊科蒿属下的一个变种。